# BNP Paribas Open 2025
BNP Paribas Open 2025 — тенісний турнір, що проходив на кортах з твердим покриттям у місті Індіан-Веллс, США з 3 до 16 березня. Належав до категорій ATP 1000 і WTA 1000, був турніром серії Indian Wells Open 2025 року.

## Фінальна частина

### Чоловіки, одиночний розряд
Джек Дрейпер —  Гольгер Руне 6–2, 6–2

### Жінки, одиночний розряд
Мірра Андрєєва —   Аріна Соболенко 2–6, 6–4, 6–3

### Чоловіки, парний розряд
Марсело Аревало /  Мате Павич —  Себастьян Корда /  Джордан Томпсон 6–3, 6–4

### Жінки, парний розряд
Ейджа Мухаммад /  Демі Схюрс —  Тереза Михалкова /  Олівія Ніколлз 6–2, 7–6(7–4)

### Мікст
Сара Еррані /  Андреа Вавассорі —   Бетані Маттек-Сендс /  Мате Павич 6–3, 6–4